# Kayoko Fukushi
Kayoko Fukushi (福士 加代子, Fukushi Kayoko), née le 25 mars 1982 à Itayanagi, préfecture d'Aomori, est une athlète japonaise, spécialiste du fond et du marathon.

## Palmarès
| Date | Compétition                | Lieu           | Résultat | Épreuve  | Performance     |
| ---- | -------------------------- | -------------- | -------- | -------- | --------------- |
| 2002 | Jeux asiatiques            | Busan          | 2e       | 5 000 m  | 14 min 55 s 19  |
| 2002 | Jeux asiatiques            | Busan          | 2e       | 10 000 m | 30 min 51 s 81  |
| 2003 | Championnats du monde      | Paris          | 11e      | 10 000 m | 31 min 10 s 57  |
| 2004 | Jeux olympiques            | Athènes        | 26e      | 10 000 m | 33 min 48 s 66  |
| 2005 | Championnats du monde      | Helsinki       | 12e      | 5 000 m  | 14 min 59 s 92  |
| 2005 | Championnats du monde      | Helsinki       | 11e      | 10 000 m | 31 min 03 s 75  |
| 2006 | Coupe du monde des nations | Athènes        | 5e       | 3 000 m  | 8 min 44 s 58   |
| 2006 | Coupe du monde des nations | Athènes        | 3e       | 5 000 m  | 15 min 06 s 69  |
| 2006 | Jeux asiatiques            | Doha           | 1re      | 10 000 m | 31 min 29 s 38  |
| 2007 | Championnats du monde      | Osaka          | 14e      | 5 000 m  | 15 min 19 s 40  |
| 2007 | Championnats du monde      | Osaka          | 10e      | 10 000 m | 32 min 32 s 85  |
| 2008 | Jeux olympiques            | Pékin          | 11e      | 10 000 m | 31 min 01 s 14  |
| 2009 | Championnats du monde      | Berlin         | 9e       | 10 000 m | 31 min 23 s 49  |
| 2010 | Jeux asiatiques            | Guangzhou      | 5e       | 5 000 m  | 15 min 25 s 08  |
| 2010 | Jeux asiatiques            | Guangzhou      | 4e       | 10 000 m | 31 min 55 s 54  |
| 2011 | Marathon de Chicago        | Chicago        | 3e       | Marathon | 2 h 24 min 38 s |
| 2012 | Jeux olympiques            | Londres        | 14e      | 10 000 m | 31 min 10 s 35  |
| 2013 | Championnats du monde      | Moscou         | 3e       | Marathon | 2 h 27 min 45 s |
| 2016 | Jeux olympiques            | Rio de Janeiro | 14e      | Marathon | 2 h 29 min 53 s |

## Meilleurs temps
- 3 000 m : 8 min 44 s 40, record national, à Paris-Saint-Denis (2002)
- 5 000 m : 14 min 53 s 22, Golden Gala de Rome (2005)
- 10 000 m : 30 min 51 s 81, Jeux asiatiques à Pusan (2002)
- 15 km : 46 min 55 s (2006) - ancien record du monde, record d'Asie, semi-marathon de Marugame
- Semi-marathon : 1 h 07 min 26 s, record d'Asie, Marugame (2006)
- Marathon : 2 h 22 min 17 s, marathon d'Osaka (2016)